# 上牛埔子
上牛埔子，原寫為上牛埔仔，是臺灣臺中市西屯區的一個傳統地域名稱，位於該區東部。相較於今日行政區，其範圍大致包括港尾里西南半部、西墩里東北端的東側、西平里東大半部、鵬程里西北端。

## 歷史
台灣清治末期至日治初期，上牛埔子地區為一街庄，稱為「上牛埔仔庄」，隸屬於捒東下堡。該庄西北與八張犁庄為鄰，東北與港尾仔庄為鄰，東與上七張犁庄、後庄仔庄、陳平庄為鄰，南邊為上石埤庄，西南邊為西大墩街。
1901年（日治明治三十四年）11月，全台廢縣廳改設二十廳，該庄隸屬於臺中廳。1903年（明治三十六年）6月，該庄編入「西大墩區」，隸屬於臺中廳。1909年（明治四十二年）10月，合併二十廳為十二廳，西大墩區隸屬不變。1920年（大正九年），全台地方制度大改正，廢十二廳改設五州二廳，該庄改制並雅化為「上牛埔子」大字，隸屬於臺中州大屯郡西屯庄。
戰後西屯庄改制為西屯鄉，隸屬於臺中縣，大字亦改制為村。1947年2月，西屯鄉併入臺中市改稱西屯區，村亦改制為里。1950年10月，中、彰、投分治，西屯區仍隸屬臺中市。2010年12月，臺中縣市合併為直轄臺中市，西屯區隸屬不變。

## 聚落
本地區發展較早的聚落有頭張、牛埔仔、尾張等，在日治期初期的官方地圖上已有記載。此外，本地區尚有貿易九村聚落。

## 交通
國道1號又稱「中山高速公路」，是台灣西部兩條縱向高速公路之一，大致以東北—西南走向經過上牛埔子地區西北端。境內未設交流道，北側最近的是省道台1乙線交會處旁的大雅交流道，南側最近的是省道台12線交會處的臺中交流道。由此等可快速前往國道1號沿線各地。
省道台1乙線（中清路三段）是大雅至大肚區王田的幹道，大致以北北西—南南東走向經過本地區東北端。由該道路向北北西經省道台74線、國道1號大雅交流道可前往大雅市區並止於省道台10線路口，向南南東可前往北屯西部、台中市區西部、烏日並止於國道1號王田交流道南側的省道台1線路口。
省道台74線原稱「中彰快速道路」，現稱「快官霧峰線」，是彰化縣快官繞行臺中市區外圍至霧峰的快速道路，大致以西南—東北走向轉西南西—東北東走向經過本地區西北部凸出部分的西北部，並位於國道1號東南側。由該道路向西南可前往西屯市區、南屯、烏日等地，向東北東轉東可前往北屯西北部、潭子南部、北屯中部、太平、大里、霧峰等地。
市道127號（廣福路、黎明路三段）是大雅至霧峰的道路，大致以北北西－南南東走向經過本地區西北部凸出部分的西側邊界地帶，並穿越國道1號及省道台74線高架橋下後，過港尾子溪橋（僑泰橋）後轉西南西離境。由該道路向北北西轉北北東可前往大雅並止於省道台1乙線路口，向西南西繞大彎轉南南西可前往西屯市區、南屯、烏日、霧峰並止於省道台3線路口。

## 學校
- 僑光科技大學（東部）
- 泰安國小（東南半部）